# باتريك نوبل
باتريك نوبل (بالإنجليزية: Patrick Noble) هو محامي وسياسي أمريكي، ولد في 1787 في مقاطعة أبفيل في الولايات المتحدة، وتوفي في 7 أبريل 1840 في كارولاينا الجنوبية في الولايات المتحدة. حزبياً، نشط في الحزب الديمقراطي. وقد انتخب عضو مجلس نواب كارولاينا الجنوبية وانتخب عضو مجلس ولاية كارولاينا الجنوبية وانتخب حاكم كارولينا الجنوبية ‏ (10 ديسمبر 1838 – 7 أبريل 1840).